# G carolingia
La G carolingia o G francese (𝗴) è una delle due forme storicamente assunte dalla lettera G che erano in uso nell'alfabeto del medio inglese; l'altra variante era rappresentata dalla G insulare o G irlandese. La G carolingia è così denominata dalla scrittura carolina, da cui proveniva.
La G carolingia è alla base della lettera G moderna ed ha soppiantato la G insulare come forma standard. La G insulare sopravvisse nell'alfabeto inglese nella lettera yogh prima che questa venisse eliminata. 